# دوري جرينلاند لكرة القدم 2009
دوري جرينلاند لكرة القدم 2009 هو موسم من دوري جرينلاند لكرة القدم. فاز فيه G-44 Qeqertarsuaq ‏.